# 小川町 (静岡県)
小川町（こがわちょう）は静岡県の中部、志太郡に属していた町。現在の焼津市中心部に南接する地域である。本項では町制前の名称である小川村についても記す。

## 歴史
- 1889年（明治22年）4月1日 - 町村制の施行により、小川村、石津村、与惣次村が合併して小川村が発足。
- 1952年（昭和27年）10月1日 - 小川村が町制施行して小川町となる。
- 1955年（昭和30年）1月1日 - 焼津市に編入。同日小川町廃止。

## 交通

### 道路
- 国道150号

### 港湾
- 小川港（現在は焼津漁港に統合）